# Kikkawa Motonaga
Kikkawa Motonaga (吉川 元長?; 1548 – 1587) è stato un daimyō giapponese del periodo Sengoku, figlio di Kikkawa Motoharu e capo del clan Kikkawa.

## Biografia
Figlio di Motoharu, dopo il genpuku (cerimonia di raggiungimento della maggiore età), accompagnò suo cugino Mōri Terumoto nei suoi scontri nella provincia di Izumo contro il clan Amago. Nel 1570 partecipò alle ultime battaglie che misero fine al potere degli Amago e nel 1578 partecipò all'assedio di Kōzuki. Nel 1581 guidò una spedizione in aiuto a Kikkawa Tsuneie durante l'assedio di Tottori ma arrivò in ritardo. Dopo la morte di Oda Nobunaga (1582) e il ritiro del padre, Motonaga divenne guida dei Kikkawa e partecipò alla conquista di Shikoku.
Nel 1586 prese parte assieme al padre alla campagna di Kyūshū. Motoharu morì malato al castello di Ogura lo stesso anno, mentre Motonaga si ammalò l'anno successivo e morì all'inizio del giugno 1587. La guida del clan passò quindi a suo fratello minore Kikkawa Hiroie.